# Елк-Горн (Айова)
Елк-Горн (англ. Elk Horn) — місто (англ. city) в США, в окрузі Шелбі штату Айова. Населення — 601 особа (2020).

## Географія
Елк-Горн розташований за координатами 41°35′35″ пн. ш. 95°3′42″ зх. д. / 41.59306° пн. ш. 95.06167° зх. д. (41.592984, -95.061560).  За даними Бюро перепису населення США в 2010 році місто мало площу 1,99 км², уся площа — суходіл.

## Демографія
Згідно з переписом 2010 року, у місті мешкали 662 особи в 255 домогосподарствах у складі 163 родин. Густота населення становила 332 особи/км².  Було 274 помешкання (137/км²).
Расовий склад населення:
| - 98,9 % — білих |

До двох чи більше рас належало 0,3 %. Частка іспаномовних становила 1,7 % від усіх жителів.
За віковим діапазоном населення розподілялося таким чином: 20,5 % — особи молодші 18 років, 45,7 % — особи у віці 18—64 років, 33,8 % — особи у віці 65 років та старші. Медіана віку мешканця становила 50,0 року. На 100 осіб жіночої статі у місті припадало 90,8 чоловіків;  на 100 жінок у віці від 18 років та старших — 85,9 чоловіків також старших 18 років.
Середній дохід на одне домашнє господарство  становив 57 547 доларів США (медіана — 48 000), а середній дохід на одну сім'ю — 73 760 доларів (медіана — 62 292). Медіана доходів становила 51 000 доларів для чоловіків та 35 313 долари для жінок. За межею бідності перебувало 8,7 % осіб, у тому числі 21,4 % дітей у віці до 18 років та 6,9 % осіб у віці 65 років та старших.
Цивільне працевлаштоване населення становило 207 осіб. Основні галузі зайнятості: освіта, охорона здоров'я та соціальна допомога — 24,6 %, транспорт — 11,1 %, роздрібна торгівля — 11,1 %.